# Бонзе
Бонзе (фр. Bonzée) насеље је и општина у североисточној Француској у региону Лорена, у департману Меза која припада префектури Верден.
По подацима из 2011. године у општини је живело 363 становника, а густина насељености је износила 17,17 становника/km². Општина се простире на површини од 21,14 km². Налази се на средњој надморској висини од 238 метара (максималној 391 m, а минималној 228 m).

## Демографија
| 1962. | 1968. | 1975. | 1982. | 1990. | 1999. | 2011. |
| ----- | ----- | ----- | ----- | ----- | ----- | ----- |
| 250   | 338   | 357   | 306   | 328   | 350   | 363   |

График промене броја становника у току последњих година